# Alamo Bowl 2022
Match précédent Match suivant
L'Alamo Bowl 2022 est un match de football américain de niveau universitaire joué après la saison régulière de 2022, le 29 décembre 2022 au Alamodome situé à San Antonio dans l'État du Texas aux États-Unis.
Il s'agit de la 30e édition de l'Alamo Bowl.
Le match met en présence l'équipe des Longhorns du Texas issue de la Big 12 Conference et l'équipe des Huskies de Washington issue de la Pacific-12 Conference.
Il débute vers 20 heures locales (le 30 décembre vers 02 heures en France) et est retransmis à la télévision par ESPN.
Sponsorisé par la société Valero Energy, le match est officiellement dénommé le 2022 Valero Alamo Bowl.
Washington remporte le match sur le score de 27 à 20. 

## Présentation du match
Il s'agit de la 5e rencontre entre les deux équipes, Texas ayant remporté trois des quatre matchs disputés :
| Saison | Date              | Vainqueur  | Score   | Compétition                         |
| ------ | ----------------- | ---------- | ------- | ----------------------------------- |
| 1974   | 5 octobre 1974    | Texas      | 35 - 21 | Saison régulière, joué au Texas     |
| 1975   | 10 septembre 1975 | Texas      | 28 - 10 | Saison régulière, joué à Washington |
| 1979   | 22 décembre 1979  | Washington | 14 - 07 | Sun Bowl 1979                       |
| 2001   | 28 décembre 2001  | Texas      | 47 - 43 | Holiday Bowl 2001                   |

| Équipes                                                                                           | Couleurs | Conférences | Entraîneurs                      | Stats. saison rég. | Classements avant le bowl | Classements avant le bowl | Classements avant le bowl |
| ------------------------------------------------------------------------------------------------- | -------- | ----------- | -------------------------------- | ------------------ | ------------------------- | ------------------------- | ------------------------- |
| Équipes                                                                                           | Couleurs | Conférences | Entraîneurs                      | Stats. saison rég. | CFP                       | AP                        | Coaches                   |
| Longhorns du Texas                                                                                |          | B12         | Steve Sarkisian (en) (2e saison) | 8 - 4              | no 20                     | no 21                     | no 21                     |
| Huskies de Washington                                                                             |          | PAC12       | Kalen DeBoer (en) (1re saison)   | 10 - 2             | no 12                     | no 12                     | no 12                     |
| - Arbitre : Gary Patterson (ACC) - Équipe donnée favorite par les bookmakers : Texas par 4 points |          |             |                                  |                    |                           |                           |                           |

### Longhorns du Texas
Avec un bilan global en saison régulière de 8 victoires et 4 défaites (6-3 en matchs de conférence), Texas est éligible et accepte l'invitation pour participer au Alamo Bowl 2022.
Ils terminent 3e de la Big 12 Conference derrière #3 TCU et #9 Kansas State.
À l'issue de la saison 2022 (bowl non compris), ils sont désignés no 20 au classement CFP et no 21 aux classements AP et Coaches. 
Il s'agit de leur 6e participation à l'Alamo Bowl :
| Saisons | Dates            | Vainqueurs            | Scores  | Finalistes                 | Bilan     |
| ------- | ---------------- | --------------------- | ------- | -------------------------- | --------- |
| 2006    | 30 décembre 2006 | #18 Texas             | 26 - 24 | Hawkeyes de l'Iowa         | V : 1 - 0 |
| 2012    | 29 décembre 2012 | Texas                 | 31 - 27 | #15 Beavers d'Oregon State | V : 2 - 0 |
| 2013    | 30 décembre 2013 | #10 Ducks de l'Oregon | 30 - 07 | Texas                      | D : 2 - 1 |
| 2019    | 31 décembre 2019 | Texas                 | 38 - 10 | #12 Utes de l'Utah         | V : 3 - 1 |
| 2020    | 29 décembre 2020 | #20 Texas             | 55 - 23 | Buffaloes du Colorado      | V : 4 - 1 |

| Logo     | Postes                                               | Joueurs                                              | Statistiques                                                      |
| -------- | ---------------------------------------------------- | ---------------------------------------------------- | ----------------------------------------------------------------- |
|          | Quarterback                                          | Quinn Ewers (en)                                     | 141/249 passes réussies pour 1 008 yards, 14 TDs, 4 interceptions |
| Coureur  | Bijan Robinson                                       | 258 courses pour 1 580 yards nets gagnés et 20 TDs   |                                                                   |
| Receveur | Xavier Worthy                                        | 53 réceptions pour 676 yards et 9 TDs                |                                                                   |
| Effectif | Listing et statistiques du roster 2022 des Longhorns | Listing et statistiques du roster 2022 des Longhorns |                                                                   |

### Huskies de Washington
Avec un bilan global en saison régulière de 10 victoires et 2 défaites (7-2 en matchs de conférence), Washington est éligible et accepte l'invitation pour participer au Alamo Bowl 2022.
Ils terminent 3e de la Pacific-12 Conference derrière #10 USC et #8 Utah.
À l'issue de la saison 2022 (bowl non compris), ils sont désignés no 12 aux classements CFP, AP et Coaches. 
Il s'agit de leur 2e participation à l'Alamo Bowl :
| Saisons | Dates            | Vainqueurs          | Scores  | Finalistes | Bilan     |
| ------- | ---------------- | ------------------- | ------- | ---------- | --------- |
| 2011    | 29 décembre 2011 | #15 Bears de Baylor | 67 - 56 | Washington | D : 0 - 1 |

| Logo     | Postes                                             | Joueurs                                            | Statistiques                                                      |
| -------- | -------------------------------------------------- | -------------------------------------------------- | ----------------------------------------------------------------- |
|          | Quarterback                                        | Michael Penix Jr.                                  | 330/500 passes réussies pour 4 354 yards, 29 TDs, 7 interceptions |
| Coureur  | Wayne Taulapapa                                    | 126 courses pour 779 yards nets gagnés et 11 TDs   |                                                                   |
| Receveur | Rome Odunze                                        | 70 réceptions pour 1 088 yards et 8 TDs            |                                                                   |
| Effectif | Listing et statistiques du roster 2022 des Huskies | Listing et statistiques du roster 2022 des Huskies |                                                                   |